# الأسرة المصرية السابعة عشر
الأسرة المصرية السابعة عشر هي السلالة الأخيرة من الفترة الانتقالية الثانية لمصر. أسسها الملك رع حتب وحكمت لمدة 30 عام (من عام 1580 إلى عام 1550 قبل الميلاد).
كان حكامها بشكل أساسي معاصرون للهكسوس من الأسرة الخامسة عشرة وخلفوا الأسرة السادسة عشرة ، التي كان مقرها أيضًا في طيبة.

## ملوك الأسرة السابعة عشر
| الاسم               | الصورة                                        | اسم التتويج          | فترة الحكم            | مكان الدفن                      | الزوجة                               |
| ------------------- | --------------------------------------------- | -------------------- | --------------------- | ------------------------------- | ------------------------------------ |
| راحوتب              |                                               | Sekhemre-wahkhaw     | 1580 ق.م. – 1576 ق.م. |                                 |                                      |
| سوبك ام ساف الأول   |                                               | Sekhemre-wadjkhaw    | 1576 ق.م. – 1571 ق.م. |                                 | نوب إم حات                           |
| سوبك ام ساف الثاني  | Statuette Sobekemsaf Petrie b                 | Sekhemre-shedtawy    | 1571 ق.م.             | تعرض للسرقة في عهد رمسيس التاسع | نوب خعس                              |
| انتف السادس         | Louvre 122006 050                             | Sekhemre-wepmaat     | 1571 ق.م.             | ذراع أبو النجا                  |                                      |
| انتف السابع         | WoodenCoffinOfIntef-BritishMuseum-August21-08 | Nubkheperre          | 1568 ق.م.             | ذراع أبو النجا                  | سبكمساف                              |
| انتف الثامن         |                                               | Sekhemre-heruhermaat | 1566 ق.م. – 1559 ق.م. |                                 | حاعنخس                               |
| سقنن رع تاعا الأول  | Relief Senakhtenre by Khruner                 | Senakhtenre          | 1559 ق.م. – 1558 ق.م. |                                 | تتي شري                              |
| سقنن رع تاعا الثاني |                                               | Seqenenre            | 1558 ق.م. – 1554 ق.م. |                                 | - أحمس إنحابي - سات جحوتي - إياح حتب |
| كامس                | Sarcophage-Kamose                             | Wadjkheperre         | 1554 ق.م. – 1549 ق.م. |                                 | أعح حتب الثانية                      |

## تتابع الأسر خلال الفترة الانتقالية الثانية
| Xois          | أواريس    | مصر السفلى | مصر الوسطى | مصر العليا    | النوبة         |
| ------------- | --------- | ---------- | ---------- | ------------- | -------------- |
|               |           |            | الأسرة 13  |               |                |
| الأسرة 14     |           |            |            |               |                |
|               | الأسرة 15 |            |            |               |                |
| سيطرة الهكسوس |           | الأسرة 16  |            | سيطرة الهكسوس |                |
|               |           |            |            |               | الأسرة الكوشية |
|               |           |            |            | الأسرة 17     |                |
|               |           |            |            |               |                |
|               |           |            |            |               |                |
|               |           |            |            |               |                |

## معرض صور

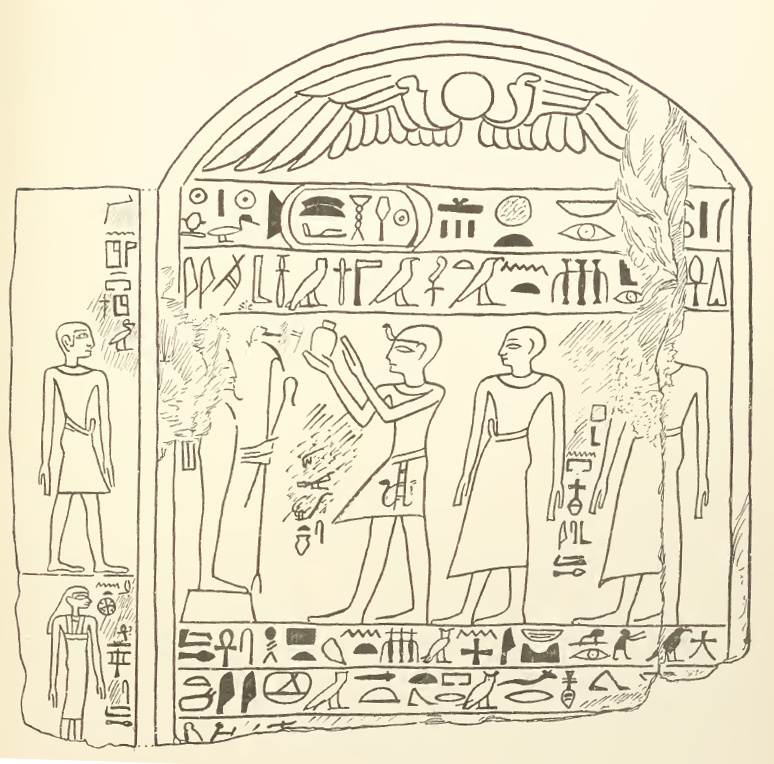
رسم لشاهد من الحجر الجيري تصور الفرعون (الرجل ذو الذراعين المرفوعتين) رحتب . المتحف البريطاني.
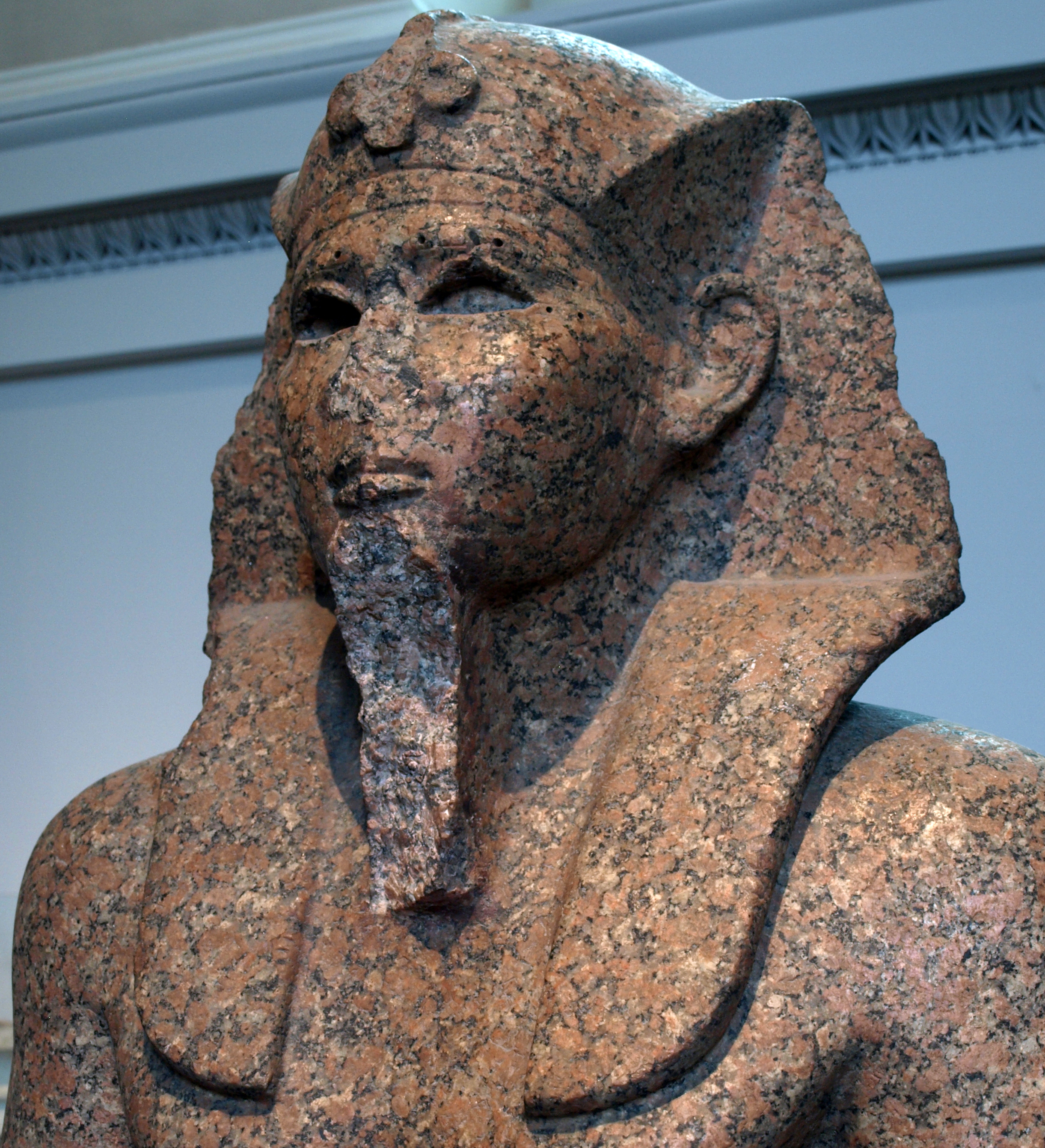
تمثال من الجرانيت الأحمر للفرعون سوبك ام ساف الأول . متحف توسكالانوم برس
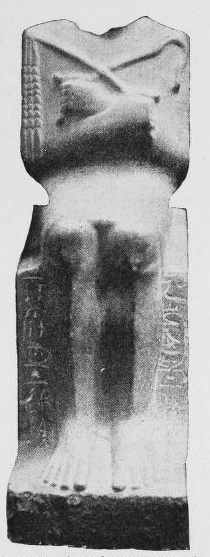
تمثال صغير من البازلت الأخضر الداكن للفرعون سوبك ام ساف الثاني
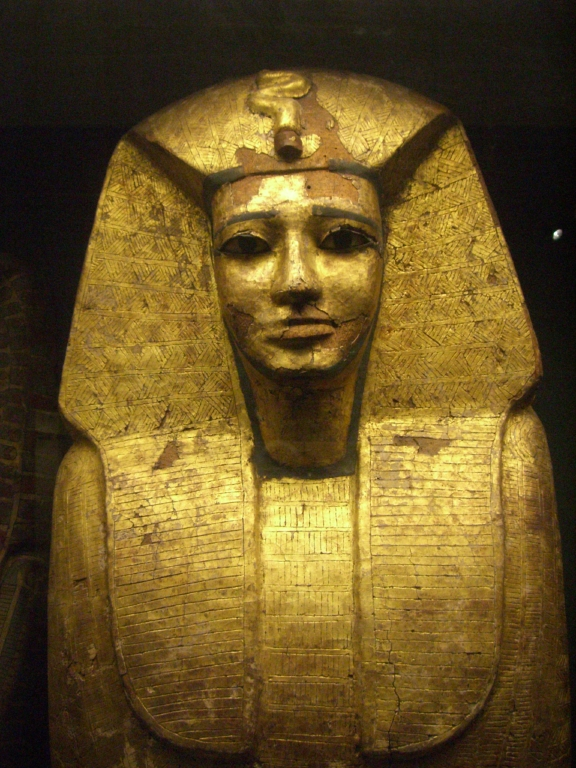
تابوت للملك انتف السادس ، متحف اللوفر
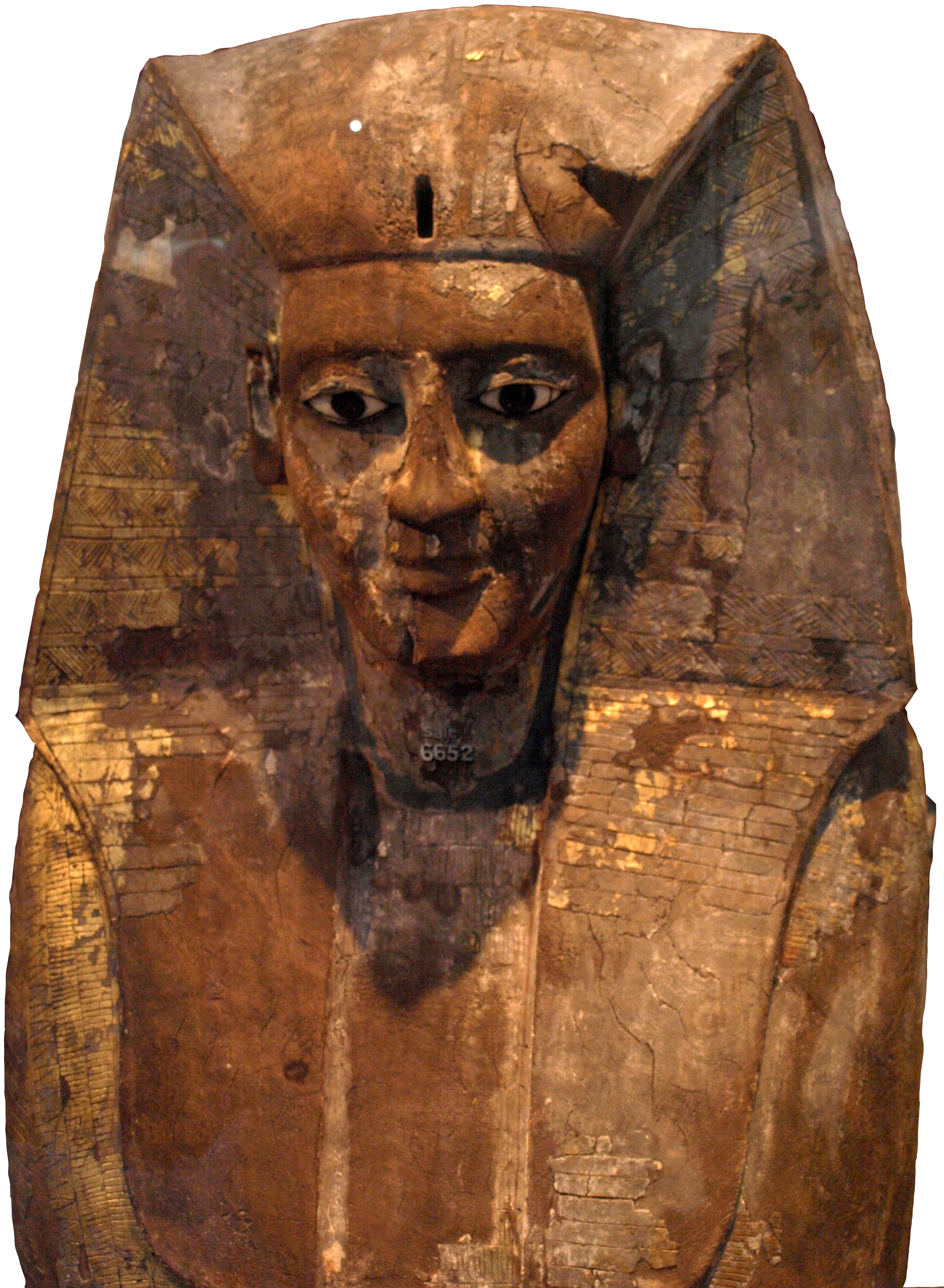
التابوت الخشبي للفرعون انتف السابع . المتحف البريطاني
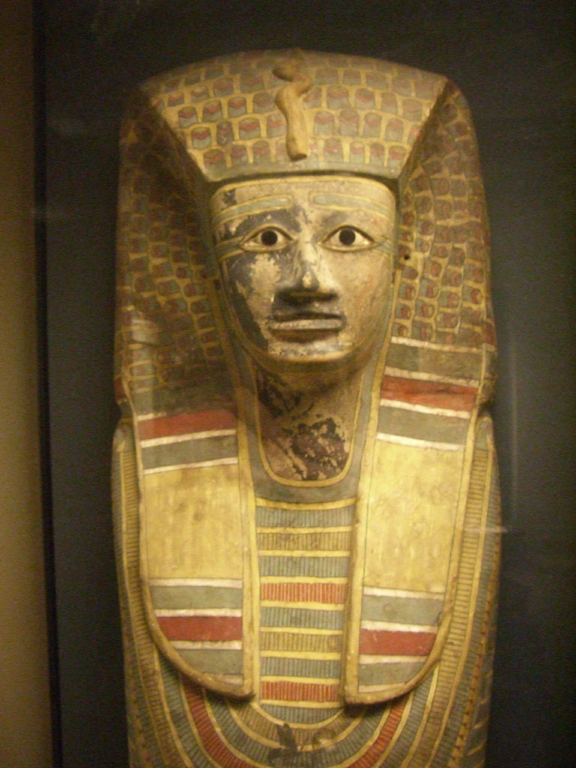
النعش الخشبي للفرعون انتف الثامن ، معروض في متحف اللوفر
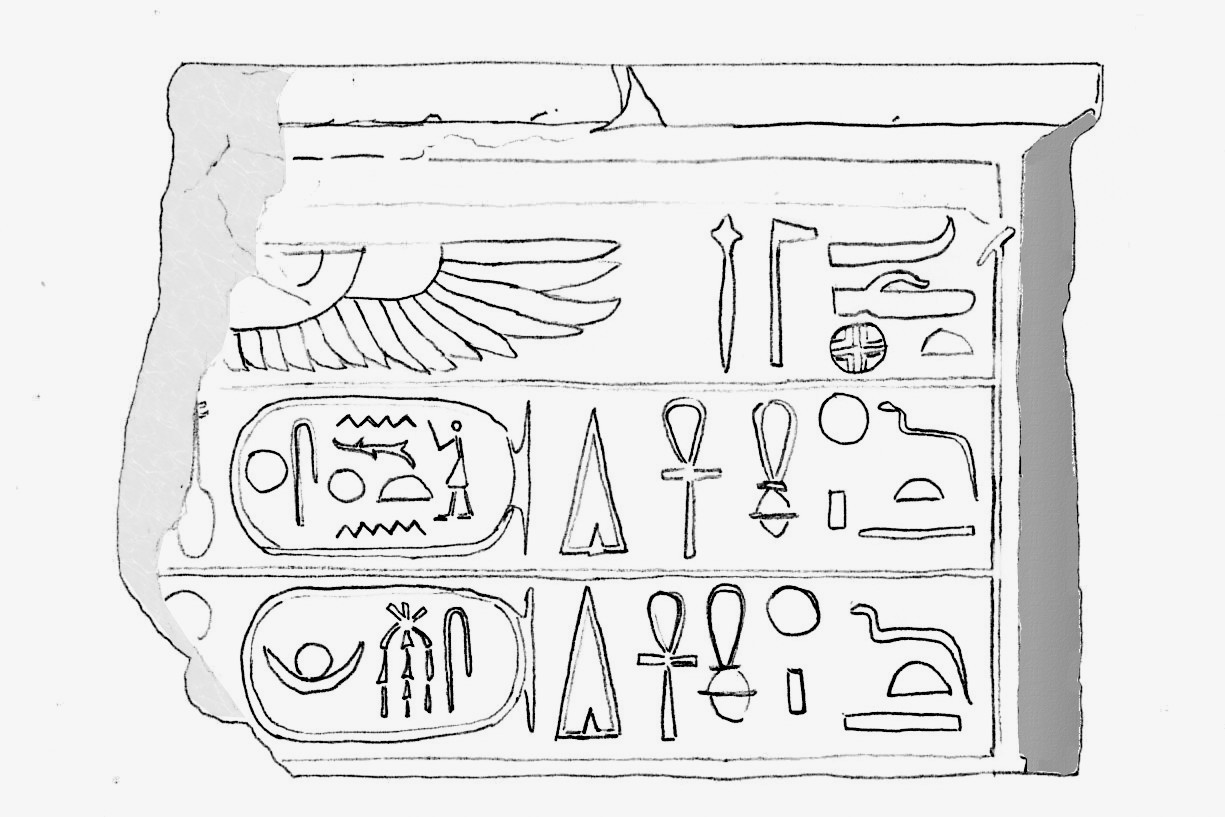
رسم مطابق للاصل يظهر فيه الرموز الدالة على الفرعون سقنن رع تاعا الأول
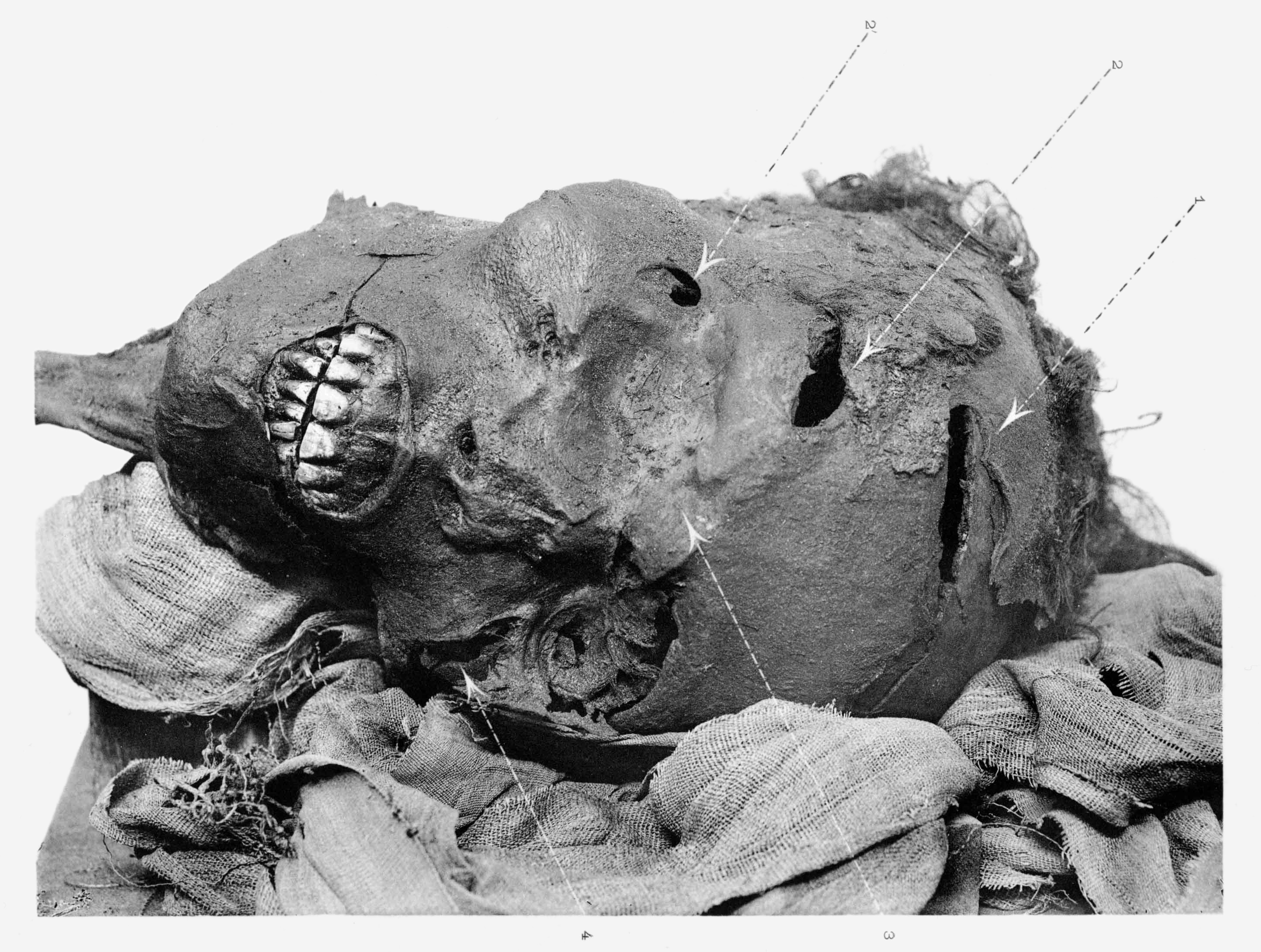
رأس مومياء محنطة للفرعون سقنن رع تاعا الثاني يظهر عليها أثر ضربات بالفأس. يُعتقد أنه مات في معركة ضد الهكسوس.
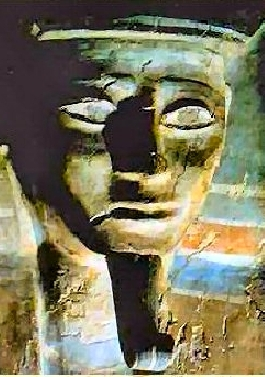
تابوت الفرعون كاموس ، المتحف المصري بالقاهرة
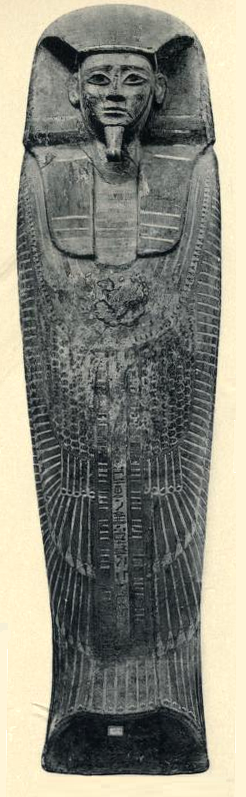
تابوت خشبي للفرعون كاموس عثر عليه عام 1857 . متحف القاهرة